# مالك بن عوف النصري
أَبَو عَلِيٍّ مَالِكُ بْنُ عَوْفٍ بْنُ سعدٍ بن ربيعة النَّصْرِيُّ، أحد المخضرمين من فرسان العرب ومن شعارهم, وقائد هوازن في معركة البوباة ضد هذيل وأنهزم جيشه بالمعركة. وقائد هوازن وثقيف يوم حنين ضد المسلمين وهُزم جيشه بالمعركة ثم أسلم بعدها وحسن إسلامه وهو أحد صحابة النبي. ويعدُّ بين الأمراء الجرَّارين من العرب قبل الإسلام، ولم يكن الرجل عند العرب لِيُنْعَتَ بالجرّار حتى يَرْأَس ألف مقاتل.

## نسبه
هو مالك بن عوف بن سعد بن ربيعة بن يربوع بن وائلة بن دهمان بن نصر بن معاوية بن بكر بن هوازن بن منصور بن عكرمة بن خصفة بن قيس عيلان بن مضر بن نزار بن معد بن عدنان بن أدد, اليربوعي النصري الهوازني, ويكنى أبا علي, وقيل في أسمه أنه: مالك بن عبد الله بن عوف.

## حياته
هو فارس وشاعر مخضرم من أهل الطائف, سوف نقص ذكره لقبل الإسلام وبعد:

### في الجاهلية
يعدُّ مالك بين الفرسان الجرارين، ولم يكن الرجل لِينعتَ بالجرار حتى يقود ألف مقاتل. كان رفيع القدر في قومه، قاتل ثقيفاً في الجاهلية، فكان لا يخرج لهم سَرْح إلاّ أغار عليه حتى يصيبه، وكثيراً ما كان يصيب مثل يوم الأُنانِ. ثم قاتل هذيل في الجاهلية وقاد قبائل هوازن في معركة البوباة الشهيرة ومعركة الرجيع ضد هذيل فأنهزم بها كلها. وقتلت هذيل اخوه ربيعة بن عوف.
ويبدو أن مالك بن عوف كان من ذوي السيادة والحظوة والرأي, فنجدة يقف خطيبا ويحذر بني سُليم وينهاهم من مغبه الوقوع في حرب مع ذبيان, لما ستحلقه من أذى وخسائر ويمكن أن تصيبهم في ظل غياب من يناصرهم, فقال لهم: يا معشر بني سليم أنكم نزلتم منزلا بعدت منكم فيه هوازن, وشبعت منكم فيه تميم وصالت عليكم فيه بكر بن وائل. ومن أخبار مالك بن عوف في الجاهلية أنه قاتل هُذيل وقبائل أخر. وكان له فرس تسمى (محاج) وكان يلقب باسمها فيقال له: فارس محاج وكان يدعى الأسد الرهيص وقال فيها:
| مالك بن عوف النصري | أَقْدِمْ مُحَاجُ إنَّهُ يَوْمٌ نُكُرْ مِثْلِي عَلَى مِثْلِكَ يَحْمِي وَيَكُرْ | مالك بن عوف النصري |

## أخباره في الإسلام
لا تكشف المصادر كثيراً عن جوانب حياته في الجاهلية، ولا تذكر اسم زوجته وأولاده وعددهم، سوى عمته وهي أم عبد الله بنت أبي أمية, وما قدّره صاحب الأعلام عندما قارب وفاته في السنة العشرين للهجرة، ذاع صيت مالك فارساً بعد الإسلام إذ تأخر إسلامه إلى ما بعد غزوة حنين، وما كان من شأنه فيها. ويذكر ابن إسحاق أنه لمّا سمعت هوازن برسول الله ﷺ، وما فتح اللّه عليه من مكة، ونيته التوجه إلى الطائف لإخضاع هوازن وثقيف جمع مالك بن عوف هوازن، وانضمت معه ثقيف كلها، وبني هلال ومن بني عمرو بن عامر وبني عوف بن عامر, وأراد قتال المسلمين. فساق الناس مع أموالهم ونسائهم إلى القتال، ليجعل خلف كلّ رجل أهله وماله ليقاتل عنهم بشدة وبسالة. ولما وقعت الواقعة، واشتد القتال ارتجز مالك أبياتاً، ومما قاله:
ولما كانت نهاية المعركة وانتصر المسلمون فرّ مالك بن عوف مع أشراف قومه، ودخلوا متحصنين بحصن الطائف، فقال النبي ﷺ: «لو أتاني مسلماً لرددت عليه أهله وماله»، وبلغ الخبر مالك، فخرج من الحصن ورأس وفد قومه وأعلن إسلامه، مبايعاً النبي ﷺ، ومدحه ببضعة أبيات منها:
ولما سمعه النبي أعطاه أهله، وردّ عليه ماله، وخصّه بمئة من الإبل، كما فعل مع المؤلفة قلوبهم.

## قصة إسلامه
كان مالك بن عوف النصري قد قاد قبائل هوازن وثقيف لحرب المسلمين في حنين، فهُزموا ووقعت أموالهم وأهلهم وذراريهم بأيدي المسلمين.
قال ابن إسحاق: قال رسول الله ﷺ لوفد هوازن عن مالك بن عوف النصري، (ما فعل؟)، فقالوا: هو بالطائف مع ثقيف. فقال رسول الله ﷺ: (أخبروا مالكا أنه إن أتاني مسلما رددت عليه أهله وماله، وأعطيته مئة من الإبل). فأتي مالك بذلك، فخرج إلى رسول الله ﷺ من الطائف، وقد كان مالكا خاف ثقيفا على نفسه أن يعلموا أن رسول الله ﷺ قال له ما قال فيحبسوه، فأمر براحلته فهيّئت له، وأمر بفرس له فأتي به إلى الطائف، فخرج ليلا، فجلس على فرسه، فركضه حتى أتى راحلته حيث أمر بها أن تحبس، فركبها.
فلحق برسول الله ﷺ فأدركه بالجعرانة أو بمكة، فردّ عليه رسول الله ﷺ أهله وماله، وأعطاه مئة من الإبل.
حَسن إسلام مالك، فاستعمله الرسول على قومه ومن معه من ثمَالة وَسلمة وفهم، وظل عليهم إلى أن قامت حرب الفتوح، حيث شارك مع قبيلته في معركة القادسية، وكان لهم شأن فيها، كما شهد فتح مدينة دمشق وأقام فيها، وصارت له دار تعرف بدار بني نصر نزلها مالك أول ما فتحت دمشق.

## أشعاره
لم يكن صيت مالك الشاعر مثل صيته فارسا، فهو من الشعراء المقلين الذين كانوا يقولون الشعر في المناسبات التي تقتضيها، وأشعاره القليلة مبثوتة في بعض كتب الأدب، ولم يقم أحد بجمعها، ومن أكثر أشعاره ما قيل في الحماسة والمديح، يتسم شعره على قلته بالجزالة والقوة، وكثرة الغريب. ويعّد في واحد من الوجوه تعبيراً عما كان يعتمل في حياته من مواقف، وما يظهر من صورة الواقع الاجتماعي في حقبة حياته. وإذا أستحكم الجانب الذاتي في شعر الحماسة عند مالك, فقد ظهر هذا الفن كذلك على المستوى الجماعي من خلال إبراز الدور البطولي الذي لعبة الآخرون, فنجدة تارة يراوح بين بطولته على فرسه محاج أو 
وظهر في شعر مالك بعض الألوان البديعية كالجناس والطباق والتكرار لتؤدي دلالات معنوية عميقة مشفوعة بجرس موسيقي مؤثر فنجدة يستخدم الجناس التام كما في قولة بعد إسلامة فيه يذكر مسيرته:

## وفاته
توفي نحو 20هـ ـ نحو 640 م.